# Xylopteryx amieti
Xylopteryx amieti är en fjärilsart som beskrevs av Claude Herbulot 1973. Xylopteryx amieti ingår i släktet Xylopteryx och familjen mätare. Inga underarter finns listade i Catalogue of Life.